# 柏活村徑
柏活村徑（英語：Parkwoods Village Drive）是加拿大安大略省多倫多的一條連接街道，位於的約妙斯道與艾斯美道之間，維多利亞公園路以西。它建於20世紀50年代末，當時郊區發展到北約克及士嘉堡，增加了連接以前的特許道路的需要。由於靠近401號省道以及20世紀70年代的當河谷園林公路/404號省道，這一情況變得更加複雜。
2019年11月，維多利亞公園路夾柏活村徑處有住宅發生火災，造成4人受傷，包括2名兒童。